# Mondo Trasho
Pour plus de détails, voir Fiche technique et Distribution.
Mondo Trasho est un film américain (tourné à Baltimore en 16mm et en noir et blanc) réalisé par John Waters en 1969, avec Divine, Mary Vivian Pearce, David Lochary et Mink Stole.
Dans une interview de 2008, John Waters dit que les musiques utilisées dans ce film proviennent de sa propre discographie. Il n'a pas payé les droits d'utilisation de ces morceaux car il n'en avait pas les moyens à l'époque. Ce film reste aujourd'hui inédit à cause de cela.
Pendant le tournage de la scène avec l'auto-stoppeur nu sur le campus de l'Université Johns-Hopkins de Baltimore, John Waters et les membres de l'équipe de tournage ont été arrêtés par la police pour conspiration en vue d'exhibitionnisme. Seul Divine, au volant de sa Cadillac Eldorado, a échappé à l'arrestation.
Le titre du film rend hommage à Mondo Topless, film de l'un des réalisateurs préférés de John Waters (Russ Meyer), qui fut inspiré pour son film par le genre Mondo (films pseudo-documentaire rendu populaire dans les années 1960 par le film Mondo cane sorti en 1962).

## Synopsis
Après une séquence d'introduction au cours de laquelle un bourreau décapite des poulets sur un billot, l'action principale commence. Sur l'air de Pomp and Circumstance March N°1 d'Edward Elgar, Mary Vivian Pearce, une belle blonde platine, prend l'autobus en lisant Hollywood Babylone de Kenneth Anger.
On la suit ensuite errant dans un parc. Elle se fait soudainement agresser par un hippie fétichiste qui la « viole » en la plaquant sur le sol et en lui léchouillant les pieds (elle fantasme qu'elle est Cendrillon). Alors qu’elle atteint péniblement la route dans un sale état, elle se fait renverser par une blonde corpulente (Divine) stimulée par la vision d’un bellâtre auto-stoppeur nu. En faisant marche arrière, elle écrase la demoiselle « violée ». La culpabilité gagne Divine : cette dernière finit avec elle dans un asile psychiatrique pour femmes et livre un combat dans la boue avec des porcs et des figures christiques. Après une amputation des pieds par un médecin fou (qui lui greffera des pieds de monstre), la blonde se retrouve dans la rue, critiquée par des passantes prudes.

## Fiche technique
- Titre : Mondo Trasho
- Réalisation : John Waters
- Scénario : John Waters
- Production : John Waters
- Montage : John Waters
- Photographie : John Waters
- Musique : John Waters
- Pays d'origine :  États-Unis
- Langue : Anglais
- Format : Noir et Blanc - 16 mm
- Durée : 95 min
- Date de sortie : 
  - États-Unis : 14 mars 1969 (Baltimore)

## Casting
- Mary Vivian Pearce : la blonde platine / Cendrillon
- Divine : Divine, la blonde corpulente
- David Lochary : un détenu de l'asile / Dr. Coathanger / voix du snob #2
- Mink Stole : une sans-abri / une détenue de l'asile / la femme prude #1
- Bob Skidmore : un détenu de l'asile / le policier
- Margie Skidmore : la mère choquée dans le parc / la vierge Marie
- Berenica Cipcus : la demi-sœur diabolique #1 / une détenue de l'asile / l'assistante du docteur
- Chris Atkinson
- Lizzy Temple Black : l'assistante de la vierge Marie
- Mark Isherwood : l'auto-stoppeur
- Danny Mills : le hippie / le prince charmant
- George Figgs (en) : un détenu de l'asile / l'homme dans la salle d'attente
- Susan Lowe (en) : une détenue de l'asile
- Marina Melin : une détenue de l'asile
- Rick Morrow : le photographe
- Mimi Lochary : la femme prude #2
- John Leisenring : le valet du prince charmant / un détenu de l'asile
- Pat Moran : la secrétaire du docteur
- Bob Walsh : le patron de la laverie automatique
- Susan Walsh (en) : la patronne de la laverie automatique (non créditée)
- John Waters : la voix du reporter
- Patricia Waters : la petite fille
- Tricia Waters : la petite fille